# Les Grands (film, 1936)
Pour les articles homonymes, voir Les Grands.
Pour plus de détails, voir Fiche technique et Distribution.
Les Grands est un film français réalisé par Robert Bibal et Félix Gandéra, sorti en 1936.
Il s'agit de la troisième adaptation au cinéma de la pièce Les Grands, pièce en quatre actes de Pierre Veber et Serge Basset, créée au Théâtre de l'Odéon le 26 janvier 1909. Il y a eu deux autres adaptations cinématographiques auparavant, d'abord en 1918, Les Grands, réalisée par Georges Denola, puis en 1924, Les Grands, réalisée par Henri Fescourt.

## Fiche technique
- Titre : Les Grands
- Réalisation : Robert Bibal et Félix Gandéra
- Scénario : Robert Bibal, d'après la pièce de Pierre Veber et Serge Basset (1909)
- Dialogues : Félix Gandéra
- Photographie : Roger Hubert
- Musique : René Sylviano
- Société de production : Compagnie Cinématographique de France
- Format : Noir et blanc — 35 mm — 1,37:1 — Son : Mono
- Genre : Comédie dramatique
- Durée : 85 minutes
- Dates de sortie :  
  - France : 29 septembre 1936

## Distribution
- Charles Vanel - Henri Lormier
- Gaby Morlay - Hélène Lormier
- André Fouché - 	Léon Brassier
- Pierre Larquey - Chamboulin
- Régine Poncet - Lolie
- Jean Dax - Un professeur
- Gilbert Gil - Surot
- Serge Grave - Le jeune Pierre Navaille
- Pierre-Louis
- Jean Daurand
- Jean Hébey
- Jean Mercanton